# Bixad, Covasna
Bixad este satul de reședință al comunei cu același nume din județul Covasna, Transilvania, România. Se află în partea de nord a județului,  în culoarul Oltului.

## Așezare
Localitatea Bixad este situată în partea nordică a județului, la limita cu județul Harghita, în partea sudică a pasului Tușnad, la o altitudine de 690 m. pe DN12, Sfântu Gheorghe-Miercurea Ciuc-Gheorgheni.

## Istoric
Prima atestare documentară datează din anul 1648. Cu ocazia săpăturilor făcute în anul 1949 de către o echipă de arheologi a Academiei Române condusă de Constantin Daicoviciu (istoric și arheolog), pe malul drept al Oltului, în locul numit "Murgăul Mic", pe un promontoriu al unei terase unde se află cetatea "Vápa", s-a găsit o așezare cu un strat de cultură gros de 1,40 m. În stratul de cultură s-au găsit obiecte aparținând culturii Ariușd (vase și fragmente de vase pictate monocrome), precum și figurine antropomorfe și zoomorfe, silexuri și un nucleu de obsidiană. Deasupra acestui strat s-au constatat fragmente ceramice aparținând culturii Coțofeni, Wietenberg și un celt de bronz de la sfârșitul epocii bronzului. Tot aici s-a mai descoperit o necropolă de incinerație  și o așezare dacică din epoca La Téne, din care provine o monedă imperială romană. Deasupra așezării antice se văd ruinele unei cetăți medievale, cu ziduri înalte de până la 3 m, construită din piatră și mortar, considerată ca datând din secolele XII-XIII. În apropiere sunt semnalate ruinele cetății "Piatra Șoimului" din secolele XIV-XV. În anul 1763, aici se construiește prima fabrică de sticlă.

## Economie
Economia acestei localități se bazează în principal pe activități în: industria materialelor de construcții (carieră de piatră, fabrică de cărămidă), în industria de prelucrare primară a lemnului și în fabricarea hranei uscate pentru animalele de companie. Economia este susținută și de activitatea meșteșugărească locală (cioplitul pietrei, dulgheritul, fierăritul) dar și de agricultură, creșterea animalelor, comerț și agroturism.

## Atracții turistice
- Biserica Ortodoxă "Sfântul Nicolae" construită in anul 1835.